# Propovjednik Papinskog doma
Propovjednik Papinskog doma ili Apostolski propovjednik je dio Rimske kurije, a ima zadatak propovjedati (tjedno, u vrijeme došašća i korizme) u nazočnosti pape, kardinala, biskupa, prelata te poglavara crkvenih redova. Od 1980. godine dužnost obnaša Raniero Cantalamessa.

## Povijest
Dužnost je osnovao papa Pavao IV. 1555. godine, a u početku je bila nepopularna među prelatima. Ova osoba je imala zadatak podsjećati članove Papinskog suda na njihove dužnosti. Prije toga, četiri Generalna prokurista naizmjence s propovijedala nedjeljama u došašću i korizmi. Prema novom sustavu, jedna osoba je imenovana iz različitih redovničkih zajednica.
Godine 1743., za vrijeme pontifikata pape Benedikta XIV. je su propovjednici bili isključivo članovi Reda manje braće kapucina.

## Apostolski propovjednici
- Alonso Salmerón
- Francis Toleto
- Anselmus Marzatti
- Francis Cassini
- Bonaventure Barberini
- Michael Francesch
- Lewis Micara
- Lewis od Trenta
- Raniero Cantalamessa